# Wspólnota administracyjna Scheinfeld
Wspólnota administracyjna Scheinfeld – wspólnota administracyjna (niem. Verwaltungsgemeinschaft) w Niemczech, w kraju związkowym Bawaria, w rejencji Środkowa Frankonia, w regionie Westmittelfranken, w powiecie Neustadt an der Aisch-Bad Windsheim. Siedziba wspólnoty znajduje się w mieście Scheinfeld, a jej przewodniczącym jest Ernst Scheuenstuhl.
We wspólnocie zrzeszona jest jedna gmina miejska (Stadt), cztery gminy targowe (Markt) oraz jedna gmina wiejska (Gemeinde):
- Langenfeld, 991  mieszkańców, 7,22 km²
- Markt Bibart, gmina targowa, 1 851 mieszkańców, 30,07 km²
- Markt Taschendorf, gmina targowa, 1 004 mieszkańców, 27,73 km²
- Oberscheinfeld, gmina targowa, 1 190 mieszkańców, 42,27 km²
- Scheinfeld, miasto, 4 583 mieszkańców, 45,12 km²
- Sugenheim, gmina targowa, 2 312 mieszkańców, 63,41 km²